# Walter Wegner

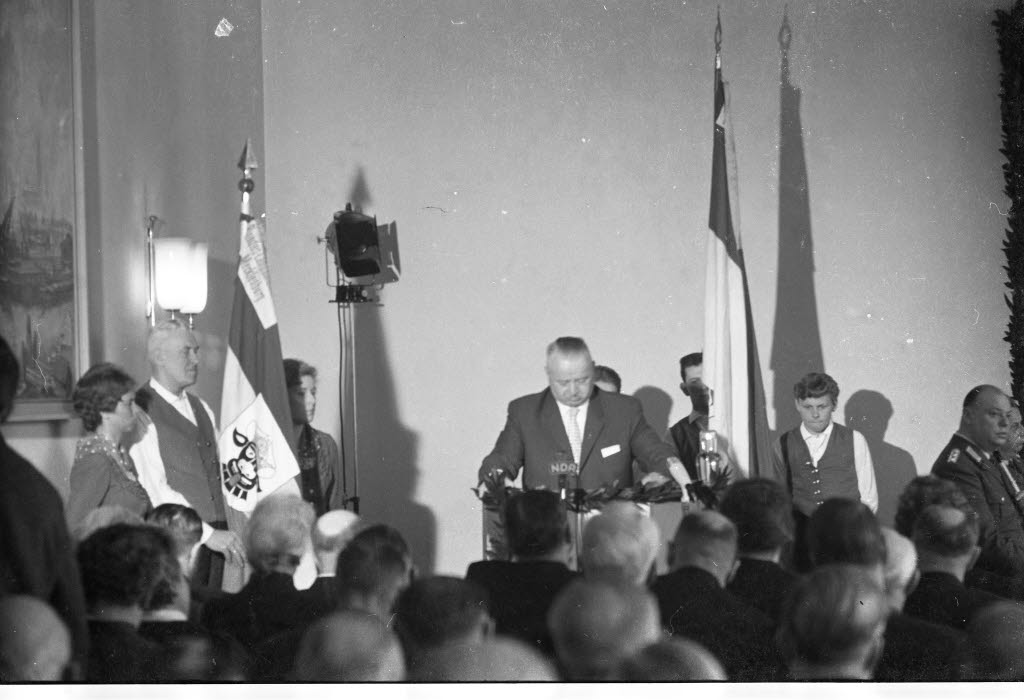
Walter Wegner als Bundesvorsitzender der Landsmannschaft Mecklenburg (1963)

Walter Hermann Arnold Karl Wegner, auch Wegener (* 28. Mai 1902 in Waren (Müritz); † 30. Mai 1978 in Osnabrück) war ein deutscher Oberstadtdirektor und Staatssekretär.

## Leben
Walter Wegner war Sohn des Postschaffners Karl (Friedrich) Wegner (gest. 1922) und dessen Frau Dorette Karolin, geb. Glaser. Er besuchte das Gymnasium in Waren und schlug zunächst eine Ausbildung in der Finanzverwaltung ein. Er studierte ab 1925, zunächst als Werkstudent, Rechts- und Staatswissenschaften an der Universität Rostock, machte 1928 die Prüfung zum Diplomvolkswirt und 1930 das erste juristische Staatsexamen und 1933 das zweite. Er wurde 1931 von Rostock sowohl zum Dr. rer. pol. als auch zum Dr. jur. promoviert.
Wegner wurde im Januar 1934 Bürgermeister und Stadtrichter in Stavenhagen und wurde im Dezember 1934 Bürgermeister in Ribnitz. In der Zeit des Nationalsozialismus wurde er Mitglied der NSDAP und war von 1934 bis 1943 Kreiswirtschaftsberater der NSDAP. 1944 wurde er noch Stadtrat in Rostock.
Nach dem Zweiten Weltkrieg wurde Wegner 1949 Stadtdirektor in Bad Harzburg, dann 1950 Stadtdirektor in Wolfsburg und schließlich 1953 Oberstadtdirektor in Osnabrück. Er war Mitglied des Rechts- und Verfassungsausschusses des Deutschen Städtetags. Im Jahr 1959 wurde Wegner Staatssekretär im niedersächsischen Innenministerium und wechselte dann als Staatssekretär zu Erich Schellhaus ins Vertriebenenministerium. Bei der Regierungsumbildung in Niedersachsen 1965 wurde er nicht mehr berücksichtigt.
Wegner war 1948 Mitgründer und von 1961 bis 1972 Bundesvorsitzender der Landsmannschaft Mecklenburg.

## Schriften
- Die Möglichkeiten, Schenkungen rückgängig zu machen. Juristische Dissertation. Rostock, 1931
- Untersuchungen zur Frage der sozialen Belastung des Großgrundbesitzes in Mecklenburg-Schwerin. Staatswissenschaftliche Dissertation. Rostock, 1931